# Klebsiella
Klebsiella é um gênero de bactérias bacilares, gram-negativas, não-móveis, capsuladas, medem de 0.5 a 5.0 µm e pertencem a família Enterobacteriaceae. Seu nome é uma homenagem ao microbiologista alemão Edwin Klebs (1834–1913).
Estão amplamente distribuídas na natureza na água, no solo, em vegetais, carne, insetos e é flora normal no trato gastrointestinal de diversos animais, inclusive dos humanos.
Elas não têm requisitos específicos de crescimento: crescem bem em meio laboratorial padrão, mas crescem melhor entre 35 e 37 ° C e em pH 7,2. As espécies são anaeróbias facultativas, e a maioria das cepas pode sobreviver com citrato e glicose como suas únicas fontes de carbono e amônia como única fonte de nitrogênio.

## Espécies
Três espécies (ornithinolytica, planticola e terrigena), anteriormente classificadas no gênero Klebsiella, fazem parte do novo gênero Raoultella.
As Klebsiellas são classificadas em:
- Klebsiella granulomatis
- Klebsiella oxytoca
- Klebsiella michiganensis
- Klebsiella pneumoniae (protótipo)
  - Klebsiella pneumoniae subsp. ozaenae
  - Klebsiella pneumoniae subsp. pneumoniae
  - Klebsiella pneumoniae subsp. rhinoscleromatis
- Klebsiella quasipneumoniae
  - Klebsiella quasipneumoniae subsp. quasipneumoniae
  - Klebsiella quasipneumoniae subsp. similipneumoniae
- Klebsiella variicola

## Patologias
Em humanos a espécie mais patológica é Klebsiella pneumoniae, seguida da K. oxytoca, que podem causar:
- Pneumonias,
- Infecção do trato urinário,
- Gastroenterite,
- Meningite e
- Espondilite

Frequentemente causa infecções nos serviços de cuidados intensivos, geriátricos e infecções neonatais.
Em bovinos, a K. variicola é uma causa frequente de mastite.

### Mais referências
- GRIMONT, P.A.D.; GRIMONT, F. Genus XVI. Klebsiella Trevisan 1885. In: GARRITY, G.M. (ed.). Bergey's Manual of Systematic Bacteriology - The Proteobacteria Part B. 2 ed. Nova Iorque: Springer, 2005. p. 685-693.
- ROSENBLUETH, M.; MARTÍNEZA, L.; SILVA, J.; MARTÍNEZ-ROMERO, E. (2004). Klebsiella variicola, A Novel Species with Clinical and Plant-Associated Isolates. Systematic and Applied Microbiology 27 (1): 27-35. Resumo
- LI, X.; ZHANG, D.; CHEN, F.; MA, J.; DONG, Y.; ZHANG, L. Klebsiella singaporensis sp. nov., a novel isomaltulose-producing bacterium. International Journal of Systematic and Evolutionary Microbiology 54: 2131-2136. Resumo
- DRANCOURT, M.; BOLLET, C.; CARTA, A.; ROUSSELIER, P. (2001). Phylogenetic analyses of Klebsiella species delineate Klebsiella and Raoultella gen. nov., with description of Raoultella ornithinolytica comb. nov., Raoultella terrigena comb. nov. and Raoultella planticola comb. nov. International Journal of Systematic and Evolutionary Microbiology 51: 925-932. Resumo